# La Nuit du meurtre
 (avril 2014).
Pour plus de détails, voir Fiche technique et Distribution.
La Nuit du meurtre est un téléfilm français en deux parties écrit et réalisé par Serge Meynard en 2004 et diffusé les 7 et 8 mai 2005.

## Synopsis
Nathalie Castellane est découverte assassinée dans un marais. La veille, elle avait informé  son frère de son mariage avec philippe Laclos, directeur du groupe Castellane...

## Fiche technique
- Réalisation : Serge Meynard
- Scénario : Serge Meynard, Anne Landois
- Producteurs : Christian Charret, Ilya Claisse, Sandra d'Aboville
- Directeur de la photographie : Bruno Privat
- Musique : Éric Neveux

## Distribution
- Michel Aumont : Louis Castellane
- Jean-Pierre Lorit : Philippe Laclos
- Julien Boisselier : Eric Martignac
- Michèle Moretti : Hélène Castellane
- Delphine Rollin : Nathalie Castellane
- Anne Coesens : Laure Martignac
- Jacques Spiesser : Jacques Laclos
- Quentin Baillot : Le commissaire Gaël Tourneur
- Noémie Kocher : Marianne Laclos
- Bernard Blancan : l’homme de la cabane

## Épisodes
1. Le secret de Nathalie 07/05/2005 92min
2. Les fantômes du passé 08/05/2005 90min